# Крог (місячний кратер)
Кратер Крог ( лат. Krogh) - невеликий ударний кратер на східному краї диска видимої сторони Місяця . Назву присвоєно на честь датського фізіолога, лауреата Нобелівської премії з фізіології та медицини 1920 року, Августа Крога , та затверджено Міжнародним астрономічним союзом у 1976 р.

## Опис кратера

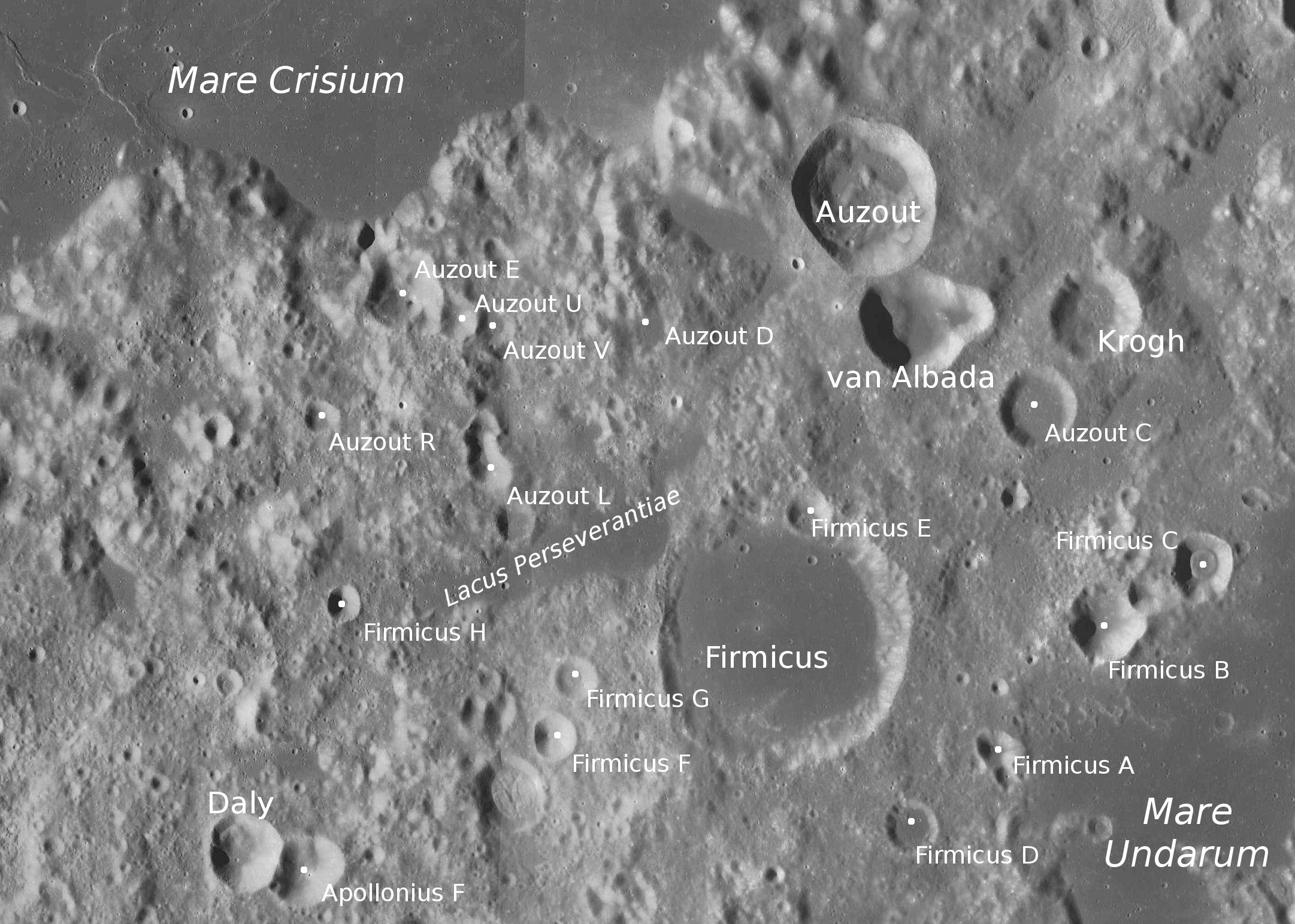
Околиці кратера Крог. Знімок зонда Lunar Reconnaissance Orbiter.

Найближчими сусідами кратера Крог є кратер Ван Альбада на заході; кратер Озу на північному заході; кратер Кондорсі на північному сході; кратер Дубяго на південному сході; кратер Фірмік на південному заході. На північному заході від кратера Крог розташовується Море Криз, на південному сході Море Хвиль  . Селенографічні координати центру кратера 9°25′ пн. ш. 65°41′ сх. д. / 9.41° пн. ш. 65.69° сх. д. 9°25′ пн. ш. 65°41′ сх. д. / 9.41° пн. ш. 65.69° сх. д. 9°25′ пн. ш. 65°41′ сх. д. / 9.41° пн. ш. 65.69° сх. д., діаметр 19,2 км , глибина 1,96 км  .
Кратер  має циркулярну чашоподібну форму, помірно зруйновану. Вал згладжений, у північно-західній частині позначений дрібним кратером. Внутрішній схил гладкий. Висота валу над навколишньою місцевістю досягає 1390 м, об'єм кратера становить близько 6800 км³. Дно чаші порівняно рівне, без помітних структур.
До отримання власного найменування 1976 р. кратер мав позначення Озу B (у системі позначень про сателітних кратерів, розташованих у околицях кратера, має власне найменування).

## Сателітні кратери
Немає.